# Mōri Motokiyo
Mōri Motokiyo (毛利 元清?; 1551 – 21 agosto 1597) è stato un samurai giapponese del periodo Sengoku, servitore del clan Mōri.

## Biografia
Quarto figlio di Mōri Motonari era conosciuto anche come Hoida Motokiyo (穂井田 元清?) poiché fu adottato dalla famiglia Hoida. Era considerato un comandante competente, sebbene oscurato dai suoi fratelli maggiori. Gli vennero affidate delle terre nella provincia di Bitchū dalla quale si mosse per l'espansione verso est dei Mōri. Viene ricordato come un abile costruttore di castelli.
Fu padre di Mōri Hidemoto.